# Lottsburg, Virginia

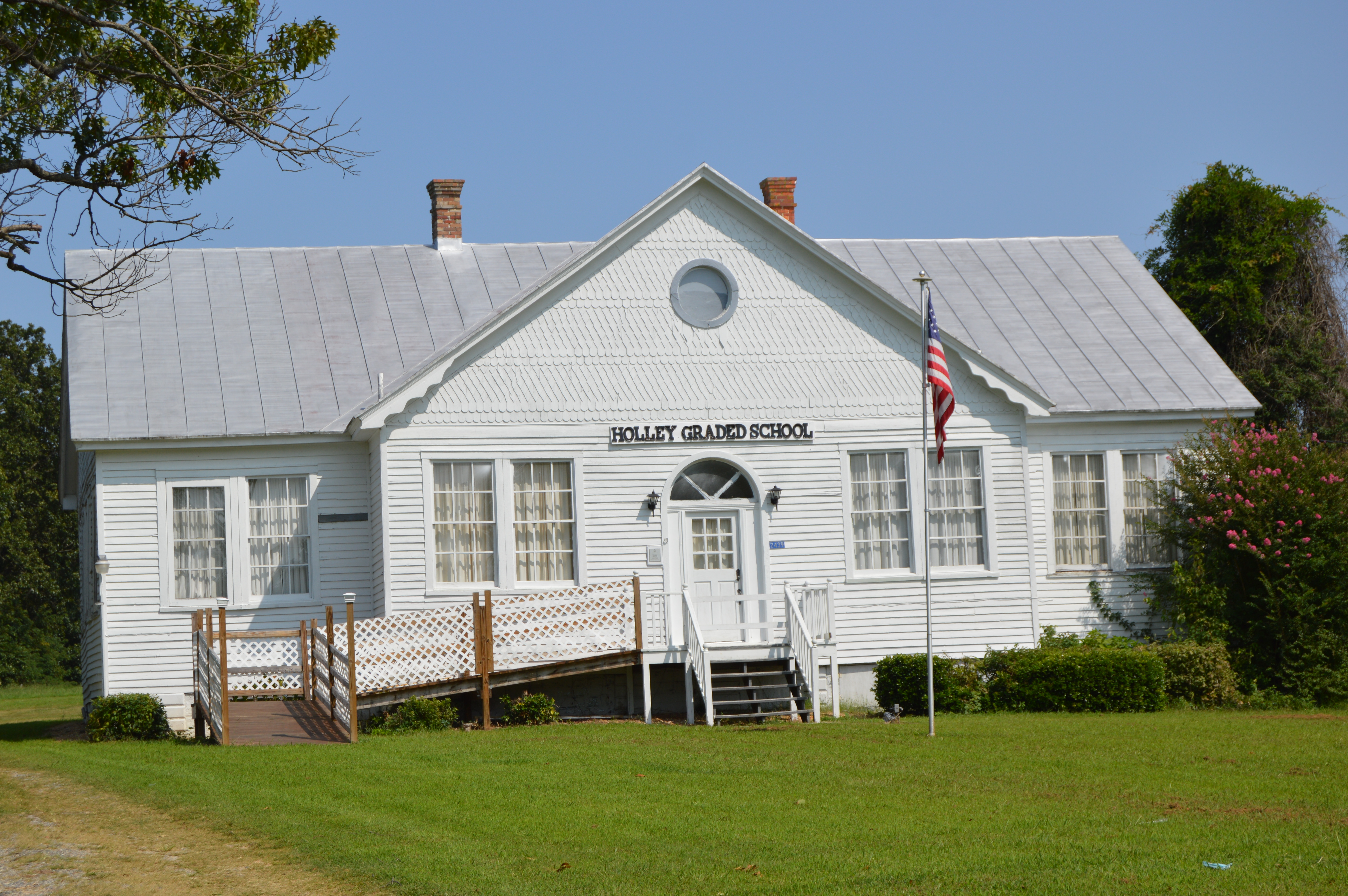
Trường tốt nghiệp Holley

Lottsburg là một cộng đồng chưa hợp nhất tại Hạt Northumberland, thuộc khối thịnh vượng chung Virginia của Hoa Kỳ.